# Hyostomodes costicommata
Hyostomodes costicommata là một loài bướm đêm trong họ Geometridae.